# Resultados do Carnaval de Bragança Paulista em 2009
Resultados do Carnaval de Bragança Paulista em 2009. A vencedora do grupo especial foi a escola Dragão Imperial que apresentou o enredo, Terra Aqueço a Alma e perco a Calma… O Ar que Eu Respiro é Você.

## Grupo Especial
| Colocação | Escola                 | Pontos | Desempate | Nota      | Ref.  |
| --------- | ---------------------- | ------ | --------- | --------- | ----- |
| 1º        | Dragão Imperial        | 297,30 |           |           | [ 1 ] |
| 2º        | Nove de Julho          | 294    | Bateria   |           | [ 1 ] |
| 3º        | Caprichosos Saada      | 294    |           |           | [ 1 ] |
| 4º        | Sociedade Fraternidade | 277    |           |           | [ 1 ] |
| 5º        | Unidos do Lavapés      | 272    |           | Rebaixada | [ 1 ] |

## Grupo de acesso
| Colocação | Escola                  | Pontos | Desempate | Nota      | Ref.  |
| --------- | ----------------------- | ------ | --------- | --------- | ----- |
| 1º        | Império Jovem           | 182,5  |           | Promovida | [ 1 ] |
| 2º        | Mocidade Júlio Mesquita | 181,5  |           |           | [ 1 ] |
| 3º        | Unidos de Águas Claras  | 177,5  | Bateria   |           | [ 1 ] |
| 4º        | Gaviões de Ouro         | 177,5  |           |           | [ 1 ] |